# Syzygium banksii
Syzygium banksii är en myrtenväxtart som först beskrevs av James Britten och Spencer Le Marchant Moore, och fick sitt nu gällande namn av Bernard Patrick Matthew Hyland. Syzygium banksii ingår i släktet Syzygium och familjen myrtenväxter. Inga underarter finns listade i Catalogue of Life.